# 이양면
이양면(梨陽面)은 전라남도 화순군의 면이다. 군의 최남단에 위치해 있으며 국도 제29호선이 확장공사가 완료되었으며 면의 중앙을 통과해 보성다원과 이웃한 춘양면과 능주면에도 길목이 있어 교통이 편리한 편이다.

## 행정 구역
| 법정리 | 한자명 | 행정리                             | 비고            |
| ------ | ------ | ---------------------------------- | --------------- |
| 강성리 | 江聲里 | 강성1구, 강성2구, 강성3구          |                 |
| 구례리 | 求禮里 | 구례리                             |                 |
| 금능리 | 金陵里 | 금능리                             |                 |
| 매정리 | 梅亭里 | 매정1구, 매정2구                   |                 |
| 묵곡리 | 墨谷里 | 묵곡1구, 묵곡2구                   |                 |
| 송정리 | 松亭里 | 송정1구, 송정2구                   |                 |
| 쌍봉리 | 雙峰里 | 쌍봉리                             |                 |
| 연화리 | 蓮花里 | 연화리                             |                 |
| 오류리 | 五柳里 | 오류1구, 오류2구, 오류3구, 오류4구 | 면사무소 소재지 |
| 옥리   | 玉里   | 옥리                               |                 |
| 용반리 | 龍盤里 | 용반리                             |                 |
| 율계리 | 栗溪里 | 율계리                             |                 |
| 이양리 | 梨陽里 | 이양1구, 이양2구                   |                 |
| 장치리 | 莊峙里 | 장치리                             |                 |
| 증리   | 甑里   | 증리                               |                 |
| 초방리 | 草坊里 | 초방1구, 초방2구                   |                 |
| 품평리 | 品坪里 | 품평1구, 품평2구, 품평3구          |                 |